# MOA-2011-BLG-262
MOA-2011-BLG-262L là một thiên thể có tính chất không chắc chắn với một thiên thể đồng hành quay quanh quỹ đạo, được phát hiện thông qua sự kiện vi thấu kính hấp dẫn MOA-2011-BLG-262 trong chòm sao Nhân Mã. Có hai model fit khác nhau - một thiên thể với ~32 MJ, có lẽ là một hành tinh lang thang, ở khoảng cách khoảng 0,56 kilôparsec (1.800 năm ánh sáng) và quay quanh bởi một ngoại mặt trăng ~047 M🜨; hoặc một thiên thể với ~0,11 M☉, có lẽ là một ngôi sao lùn đỏ, ở khoảng cách khoảng 7,2 kilôparsec (23.000 năm ánh sáng), và được quay quanh bởi một hành tinh ~17 M🜨. Nhóm khám phá coi khả năng thứ hai có nhiều khả năng xảy ra hơn.
| Thiên thể đồng hành (thứ tự từ ngôi sao ra) | Khối lượng        | Bán trục lớn (AU) | Chu kỳ quỹ đạo (ngày) | Độ lệch tâm | Độ nghiêng | Bán kính |
| ------------------------------------------- | ----------------- | ----------------- | --------------------- | ----------- | ---------- | -------- |
| b                                           | ~17 hoặc ~0.47 M🜨 | ~0.95 hoặc ~0.13  | —                     | —           | —          | —        |